# Alanno
Alanno község (comune) Olaszország Abruzzo régiójában, Pescara megyében.

## Fekvése
A megye központi részén fekszik. Határai: Cugnoli, Manoppello, Nocciano, Pietranico, Rosciano, Scafa, Torre de’ Passeri és Turrivalignani.

## Története
Első említése 884-ből származik. A következő századokban nemesi birtok volt. Önálló községgé a 19. század elején vált, amikor a Nápolyi Királyságban felszámolták a feudalizmust.

## Népessége
A népesség számának alakulása:

## Főbb látnivalói
- Santa Maria delle Grazie-templom